# Sibundoy
Sibundoy é um município da Colômbia, localizado no departamento de Putumayo.